# 利索韋 (馬涅維奇區)
51°16′37″N 25°42′1″E / 51.27694°N 25.70028°E
利索韋（烏克蘭語：Лісове）是烏克蘭西部的村莊，隸屬沃倫州的卡明-卡希爾斯基區。該村始建於1577年，面積1.75平方公里，海拔高度177米，2024年人口459，人口密度每平方公里318.05人。